# 池島 (長崎縣)

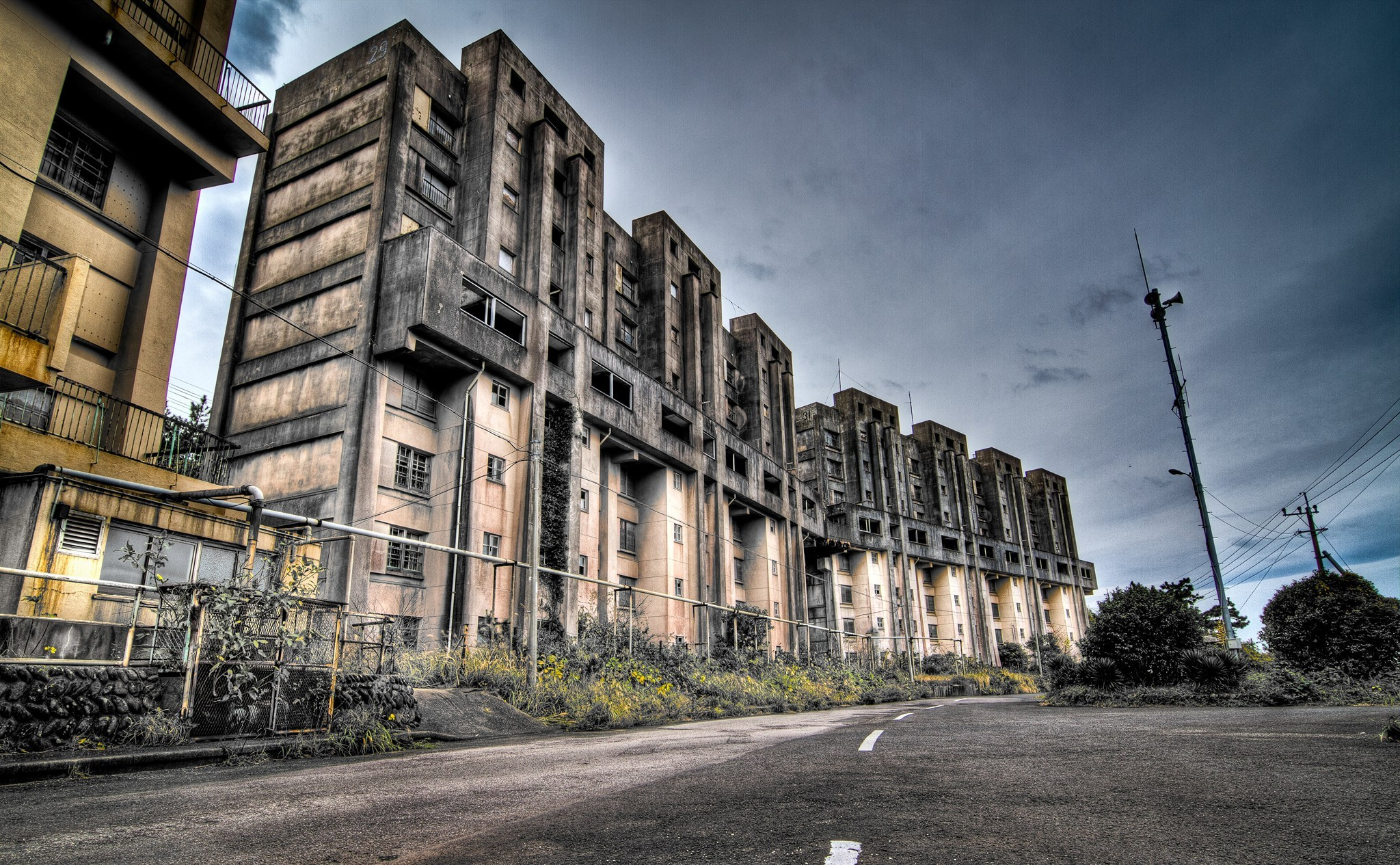
池島上被廢棄的公寓大樓

池島（いけしま）是位於日本長崎縣西彼杵半島以西約7公里處，西彼諸島中的一座島嶼，舊屬西彼杵郡外海町，在平成大合併之後現在屬於長崎市的一部分。池島曾是因池島煤礦而繁榮的島嶼。2001年煤礦關閉，是九州最後關閉的煤礦。現在池島舉辦有通過小火車進入舊礦坑的旅遊，遊客數也有增加。2011年島上首次發現野豬。野豬被認為是自西海市松島渡海而來，現在野豬的增加已成為問題。2016年時島上有人口157人，1970年時島上有人口7700人。2001年關閉礦山時島上人口約有2700人。